# Psamatodes confinaria
Psamatodes confinaria là một loài bướm đêm trong họ Geometridae.